# Francisco de Paula Almeida e Albuquerque
Francisco de Paula Almeida e Albuquerque (Recife, Pernambuco,31 de outubro de 1792 — 7 de julho de 1869) foi um magistrado e político brasileiro.
Filho do Cap. Manoel Caetano de Almeida e Albuquerque, poeta pernambucano (cf. Sacramento Blake), e da sua mulher d. Ana Francisca Euphêmia do Rosário.
Bacharel em direito pela Universidade de Coimbra (1820), seguiu a carreira da magistratura, ocupando os cargos de juiz de fora em Pernambuco, ouvidor em São João d'El-Rei (MG), desembargador da Relação da Bahia e, posteriormente, da Relação de Pernambuco (1831-1842). Casou-se no Rio de Janeiro, com Helena Carolina Carneiro de Campos em 13 de março de 1824.
Foi deputado geral e senador do Império do Brasil de 1838 a 1869 (na época a função de senador era vitalícia).